# لی جون هو
لی جون هو (کره‌ای: 이준호؛ زادهٔ ۲۵ ژانویه ۱۹۹۰) که با نام جون‌هو (انگلیسی: Junho) شناخته می‌شود، خواننده، ترانه‌سرا، رقصنده، آهنگساز و بازیگر اهل کره جنوبی است. او عضو گروه پسرانه کره‌ای توپی‌ام است.
جون‌هو در سال ۲۰۱۳ و با حضور در فیلم چشمان سرد فعالیت بازیگری‌اش را آغاز کرد. او بیشتر به خاطر ایفای نقش در مدیر خوب (۲۰۱۷)، درخشش باران (۲۰۱۷–۱۸)، تابه عشق (۲۰۱۸) و سرآستین قرمز (۲۰۲۱) شناخته می‌شود.
جون‌هو اولین آیدل-بازیگری است که برنده جایزه بهترین بازیگر مرد در جوایز پی‌دی کره ۲۰۲۲ شد. او همچنین برنده جوایز محبوب‌ترین بازیگر مرد و بهترین بازیگر مرد – تلویزیون در پنجاه و هشتمین دوره جوایز هنری بکسانگ شد و تبدیل به اولین آیدلی شد که این دو جایزه را برنده شده‌است. لی جون هو در فهرست ۱۶ بازیگر مرد هالیو برتر مجله ال ژاپن در جایگاه دوم قرار گرفت.

## تحصیلات
جون‌هو مدرک کارشناسی خود را از دانشگاه هو وون (گونسان، کره جنوبی) با هم گروه‌هایش چان‌سونگ و وویونگ گرفت. علاوه بر این، همراه با چان‌سونگ، مدرک کارشناسی ارشد سینماتوگرافی را در دانشگاه سجونگ ادامه داد.

## حرفه

### قبل از آغاز به کار
جون‌هو از همان کودکی رؤیای خواننده و بازیگر شدن را در سر داشت و در نوجوانی خانواده خود را متقاعد کرد که به دنبال رویاهایش برود. او در سال ۲۰۰۶ وقتی که فقط ۱۶ سال سن داشت با شرکت در برنامه Superstar Survival و کسب مقام اول بین ۶۵۰۰ شرکت کننده، برای اولین بار توجه عموم را به خود جلب کرد. و سپس با کمپانی جی‌وای‌پی انترتینمنت قراردادی امضا کرد و کار آموز این کمپانی شد.
با این حال او دوران کارآموزی سختی را پشت سرگذاشت. رفتار ناشایست دیگر کارآموزان با او و همچنین شایعات نادرست عمل جراحی زیبایی برای شبیه شدن به رین و مطرح شدن بیشتر و دیگر مشکلات باعث شده بود تا او در حرفه‌اش دلسرد و دچار افت شود و چیزی تا اخراج شدن او نمانده بود که با خواهش مادرش به او فرصت مجدد سه‌ماهه داده شد و اما این بار جون‌هوی نوجوان عالی تر از پیش در کارش ظاهر شد. در سال ۲۰۰۸ با شرکت در مسابقات ام‌نت با ۱۳ کار آموز دیگر، گروه پسرانه one day تشکیل شد که این گروه پس از مدتی به دو گروه توپی‌ام و توای‌ام تقسیم شد و درنهایت در همان سال ۲۰۰۸ با گروه توپی‌ام و اولین تک آهنگشان 10 Points out of 10 Points دبیو کرد.

### آغاز به کار سولو
لی جون هو اولین مینی آلبوم سولوی ژاپنی خود به نام Kimi no Koe، را در سال ۲۰۱۳ منتشر کرد و با استقبال گرمی رو به رو شد. سپس با استقبال طرفداران در ژوئیه ۲۰۱۴ مینی آلبوم ژاپنی FEEL، در ژوئیه ۲۰۱۵ مینی آلبوم ژاپنی SO GOOD و اولین آلبوم کره ای تلفیقی one (که متشکل از ورژن کره‌ای تمام آهنگ‌های ژاپنی ساخته شده‌اش بود)، در سال ۲۰۱۶ مینی آلبوم ژاپنی DSMN، در سال ۲۰۱۷ مینی آلبوم ژاپنی 2017S/S و اولین مینی آلبوم کره ای canvas، در ژانویه ۲۰۱۸ تک آهنگ Winter Sleep با دو ورژن کره‌ای و ژاپنی و سپس در ژوئیه ۲۰۱۸ مینی آلبوم ژاپنی (Imagination(Souzou و در دسامبر همان سال آلبوم ژاپنی تلفیقی junho the best و درسال ۲۰۱۹ دومین آلبوم کره‌ای تلفیقی خود به نام two را منتشر نمود، که از تمامی این آلبوم‌ها افتخارات زیادی را کسب کرد. در سال ۲۰۱۹ جون‌هو با بیش از ساختن ۱۰۰ آهنگ در لیست Korea Music Copyright Association به عنوان ۱۰ آیدل برتر با بیشترین حق کپی رایت در رتبه هفتم قرار گرفت.

### آغاز به کار بازیگری
لی جون هو از همان ابتدای کار رؤیای بازیگری نیز داشت و حتی در دوران دبیرستان عضو گروه تئاتر مدرسه بود. با وجود علاقه به بازیگری اما، کمپانی جی‌وای‌پی انترتینمنت از این علاقه حمایت نمی‌کرد و جون‌هو بارها و بارها به تنهایی برای نقش‌های مختلف و کوتاه به سختی ادیشن داد و سرانجام در سال ۲۰۱۳ بعد از انجام ادیشت برای بازی در نقش کوتاه هفت دقیقه‌ای در فیلم سینمایی چشمان سرد پذیرفته شد که این نقش با وجود کوتاه بودنش بسیار مورد توجه قرار گرفت.
او سپس در سال ۲۰۱۵ در فیلم سینمایی تاریخی خاطرات شمشیر به عنوان یک جنگجو ایفای نقش کرد. در همان سال به عنوان نقش اصلی در فیلم سینمایی کمدی بیست به بازی پرداخت و این فیلم به یکی از پرفروش‌ترین فیلم‌های همان سال تبدیل شد.
در سال ۲۰۱۶ در سریال حقوقی حافظه به عنوان نقش مکمل به بازی پرداخت.
در سال ۲۰۱۷ با بازی در سریال اداری مدیر خوب بسیار درخشید و جایزه بهترین بازیگر مرد را از آن خود کرد. در همان سال اولین سریال نقش اصلی خود سریال رمانتیک ملودرام درخشش باران در نقش یک پسر آسیب دیده از یک حادثه قدیمی را بازی کرد و توانمندی‌های خود در بازیگری را بیش از پیش ثابت کرد.
درسال ۲۰۱۸ در یک فیلم سینمایی ژاپنی به نام rose and tulip ایفای نقش کرد که در این فیلم همزمان نقش دو فرد متفاوت را بازی کرد. در همان سال ۲۰۱۸ با بازی در سریال کمدی رمانتیک تابه عشق نقش یک آشپز ماهر اما شکست خورده را بازی نمود.
در سال ۲۰۱۹ جون‌هو در سریال حقوقی اعتراف ایفای نقش نمود که بازی او مورد تحسین قرار گرفت.
او پس از اتمام سربازی در سال ۲۰۲۱ با بازی در سریال تاریخی رمانتیک سرآستین قرمز با ایفای نقش یی سان ولیعهد جوان و یکی از مطرح‌ترین پادشاهان دوره چوسان، جونگ‌جو توجهات زیادی را به خود جلب کرده و بسیار مورد تحسین قرار گرفت و جایزه بهترین بازیگر ممتاز و جایزه محبوب‌ترین بازیگر مرد جشنواره بکسانگ را از آن خود کرد. او همچنین همراه با لی سه یونگ جایزه بهترین زوج را نیز دریافت کردند. این سریال به یکی از موفق‌ترین و پربیننده‌ترین سریال‌های تاریخی تمام دوران و یکی از موفق‌ترین سریال‌های ۲۰۲۱ تبدیل شد.
سریال کمدی رمانتیک جدید او پادشاه سرزمین همراه با ایم یون آه برای نیمه اول سال ۲۰۲۳ تأیید و از پاییز ۲۰۲۲ فیلمبرداری شد.

## فعالیت‌های دیگر
جون‌هو در ۳۰ مه ۲۰۱۹ به سربازی اعزام شد اما به دلیل آسیب شانه‌اش به عنوان یک کارمند خدمات عمومی (در مرکز افراد معلول و کم توان ذهنی) شروع به خدمت کرد و در ۲۰ مارس ۲۰۲۱ نیز مرخص شد.

## فیلم‌شناسی

### فیلم
| سال  | عنوان             | نقش              | توضیحات      | منابع  |
| ---- | ----------------- | ---------------- | ------------ | ------ |
| ۲۰۱۱ | سفید: ملودی نفرین | میزبان تب موسیقی | حضور افتخاری |        |
| ۲۰۱۳ | چشمان سرد         | کارآگاه          |              |        |
| ۲۰۱۳ | ترور زنده         | راوی             | نسخه جهانی   | [ ۱۰ ] |
| ۲۰۱۵ | خاطرات شمشیر      | یول              |              |        |
| ۲۰۱۵ | بیست              | دونگ وو          |              |        |
| ۲۰۱۹ | رز و لاله         | نه‌رو / ده‌وون     | فیلم ژاپنی   |        |
| ۲۰۱۹ | Homme Fatale      | هو سوک           |              |        |

### مجموعه تلویزیونی
| سال       | عنوان         | نقش                 | توضیحات               | منابع  |
| --------- | ------------- | ------------------- | --------------------- | ------ |
| ۲۰۱۶      | حافظه         | جونگ جین            |                       |        |
| ۲۰۱۶      | عشق بی‌پروا    | خودش                | حضور افتخاری (قسمت ۴) |        |
| ۲۰۱۷      | مدیر خوب      | سو یول              |                       |        |
| ۲۰۱۷–۲۰۱۸ | درخشش باران   | لی کانگ دو          |                       |        |
| ۲۰۱۸      | تابه عشق      | سو پونگ             |                       |        |
| ۲۰۱۹      | اعتراف        | چوی دو هیون         |                       |        |
| ۲۰۲۱–۲۰۲۲ | سرآستین قرمز  | یی سان / شاه جونگ‌جو |                       | [ ۱۱ ] |
| ۲۰۲۳      | پادشاه سرزمین | گو وون              |                       | [ ۱۲ ] |

### مجموعه اینترنتی
| سال  | عنوان   | نقش | توضیحات                | منابع  |
| ---- | ------- | --- | ---------------------- | ------ |
| ۲۰۲۳ | سلبریتی |     | حضور افتخاری (قسمت ۱۲) | [ ۱۳ ] |

### برنامه تلویزیونی
| سال  | عنوان                      | نقش               | توضیحات                    | منابع         |
| ---- | -------------------------- | ----------------- | -------------------------- | ------------- |
| ۲۰۱۰ | بزن بریم! دریم تیم فصل ۲   | عضو گروه بازیگران |                            |               |
| ۲۰۱۲ | موسیقی و متن               | مجری              | به همراه کیم سو اون        |               |
| ۲۰۱۳ | پاسخ مثبت جون‌هو به دوستی   | عضو گروه بازیگران | قسمت اول در ۴ ژوئیه پخش شد | [ ۱۴ ]        |
| ۲۰۱۷ | پادشاه خواننده نقابدار     | شرکت کننده        |                            | [ ۱۵ ] [ ۱۶ ] |
| ۲۰۱۷ | 2PM Wild Beat in Australia | عضو گروه بازیگران | به همراه اعضای توپی‌ام      |               |

### میزبان
| سال  | عنوان               | توضیحات             | منابع  |
| ---- | ------------------- | ------------------- | ------ |
| ۲۰۲۱ | ام‌بی‌سی گایو ده‌جه‌جون | به همراه ایم یون آه | [ ۱۷ ] |
| ۲۰۲۲ | ام‌بی‌سی گایو ده‌جه‌جون | به همراه ایم یون آه | [ ۱۸ ] |

### حضور در موزیک ویدئو
| سال  | نام آهنگ                               | آرتیست | منابع  |
| ---- | -------------------------------------- | ------ | ------ |
| ۲۰۲۱ | «باید می‌دونستم» (가까이 있어서 몰랐어) | توای‌ام | [ ۱۹ ] |
| ۲۰۲۱ | «خداحافظی خوب نیست» (잘 가라니)        | توای‌ام | [ ۱۹ ] |